# Lista de chefes de Estado e de governo por idade
Este artigo contém várias listas de chefes de Estado e de governo por idade.

## Mais velhos

### Chefes de Estado e de governo atuais
| Nº | Líder | Líder                    | Título             | País             | Data de posse | Data de nascimento | Idade              |
| -- | ----- | ------------------------ | ------------------ | ---------------- | ------------- | ------------------ | ------------------ |
| 1  |       | Paul Biya                | Presidente         | Camarões         | 1982          | 13 fevereiro 1933  | 92 anos e 157 dias |
| 2  |       | Mahmoud Abbas            | Presidente         | Palestina        | 2005          | 15 novembro 1935   | 89 anos e 247 dias |
| 3  |       | Salman                   | Rei                | Arábia Saudita   | 2015          | 31 dezembro 1935   | 89 anos e 201 dias |
| 4  |       | Haraldo V                | Rei                | Noruega          | 1991          | 21 fevereiro 1937  | 88 anos e 149 dias |
| 5  |       | Ali Khamenei             | Líder Supremo      | Irão             | 1989          | 19 abril 1939      | 86 anos e 92 dias  |
| 6  |       | Jean-Lucien Savi de Tové | Presidente do Togo | Togo             | 2025          | 7 maio 1939        | 86 anos e 74 dias  |
| 7  |       | Muhammad Yunus           | Primeiro-ministro  | Bangladesh       | 2024          | 28 junho 1940      | 85 anos e 22 dias  |
| 8  |       | Mishal                   | Emir               | Kuwait           | 2023          | 27 setembro 1940   | 83 anos e 107 dias |
| 9  |       | Michael D. Higgins       | Presidente         | Irlanda          | 2011          | 18 abril 1941      | 84 anos e 93 dias  |
| 10 |       | Sergio Mattarella        | Presidente         | Itália           | 2015          | 23 julho 1941      | 83 anos e 362 dias |
| 11 |       | Alassane Ouattara        | Presidente         | Costa do Marfim  | 2010          | 1 janeiro 1942     | 83 anos e 200 dias |
| 12 |       | Teodoro Obiang           | Presidente         | Guiné Equatorial | 1979          | 5 junho 1942       | 83 anos e 45 dias  |

## Mais novos

### Top 10 atuais
| Nº | Nome                  | Cargo                                                | Data de posse | Data de nascimento      | Idade              |
| -- | --------------------- | ---------------------------------------------------- | ------------- | ----------------------- | ------------------ |
| 1  | Kristrún Frostadóttir | Primeira-ministra da Islândia                        | 2024          | 12 de maio de 1988      | 37 anos e 69 dias  |
| 2  | Ibrahim Traoré        | Presidente interino de Burquina Fasso                | 2022          | 14 de março de 1988     | 37 anos e 128 dias |
| 3  | Daniel Noboa          | Presidente do Equador                                | 2023          | 30 de novembro de 1987  | 37 anos e 232 dias |
| 4  | Milojko Spajić        | Primeiro-ministro de Montenegro                      | 2023          | 24 de setembro de 1987  | 37 anos e 299 dias |
| 5  | Jakov Milatović       | Presidente de Montenegro                             | 2023          | 7 de dezembro de 1986   | 38 anos e 225 dias |
| 6  | Gabriel Boric         | Presidente do Chile                                  | 2022          | 11 de fevereiro de 1986 | 39 anos e 159 dias |
| 7  | Yulia Svyrydenko      | Primeira-ministra da Ucrânia                         | 2025          | 25 de dezembro de 1985  | 39 anos e 207 dias |
| 8  | Mohammad bin Salman   | Primeiro-ministro da Arábia Saudita                  | 2022          | 31 de agosto de 1985    | 39 anos e 323 dias |
| 9  | Mahamat Déby          | Presidente do Conselho Militar de Transição do Chade | 2021          | 4 de abril de 1984      | 41 anos e 107 dias |
| 10 | Assimi Goïta          | Presidente interino do Mali                          | 2021          | 9 de novembro de 1983   | 41 anos e 253 dias |

## Ex-chefes de Estado e de governo ainda vivos

### Top 10 mais velhos
| Nº | Nome                     | Cargo                                                          | Data de nascimento | Idade               |
| -- | ------------------------ | -------------------------------------------------------------- | ------------------ | ------------------- |
| 1  | Guillermo Rodríguez Lara | Presidente do Equador (1972–1976)                              | 4 novembro 1923    | 101 anos e 258 dias |
| 2  | Tomiichi Murayama        | Primeiro-ministro do Japão (1994–1996)                         | 3 março 1924       | 101 anos e 139 dias |
| 3  | Mahathir bin Mohamad     | Primeiro-ministro da Malásia (1981–2003, 2018–2020)            | 10 julho 1925      | 100 anos e 10 dias  |
| 4  | Mohammad Hasan Sharq     | Presidente do Conselho de Ministros do Afeganistão (1988–1989) | 17 julho 1925      | 100 anos e 3 dias   |
| 5  | Abdoulaye Wade           | Presidente do Senegal (2000–2012)                              | 29 maio 1926       | 99 anos e 52 dias   |
| 6  | Valdas Adamkus           | Presidente da Lituânia (1998-2003; 2004-2009)                  | 3 novembro 1926    | 98 anos e 259 dias  |
| 7  | Raif Dizdarević          | Presidente da Iugoslávia (1988–1989)                           | 9 dezembro 1926    | 98 anos e 223 dias  |
| 8  | Kim Yong-nam             | Presidente do Presidium da Coreia do Norte (1998–2019)         | 4 fevereiro 1928   | 97 anos e 166 dias  |
| 9  | Arthur Foulkes           | Governador-geral das Baamas (2010–2014)                        | 11 maio 1928       | 97 anos e 70 dias   |
| 10 | Péter Boross             | Primeiro-ministro da Hungria (1993–1994)                       | 27 agosto 1928     | 96 anos e 327 dias  |